# Pasiades-Maler

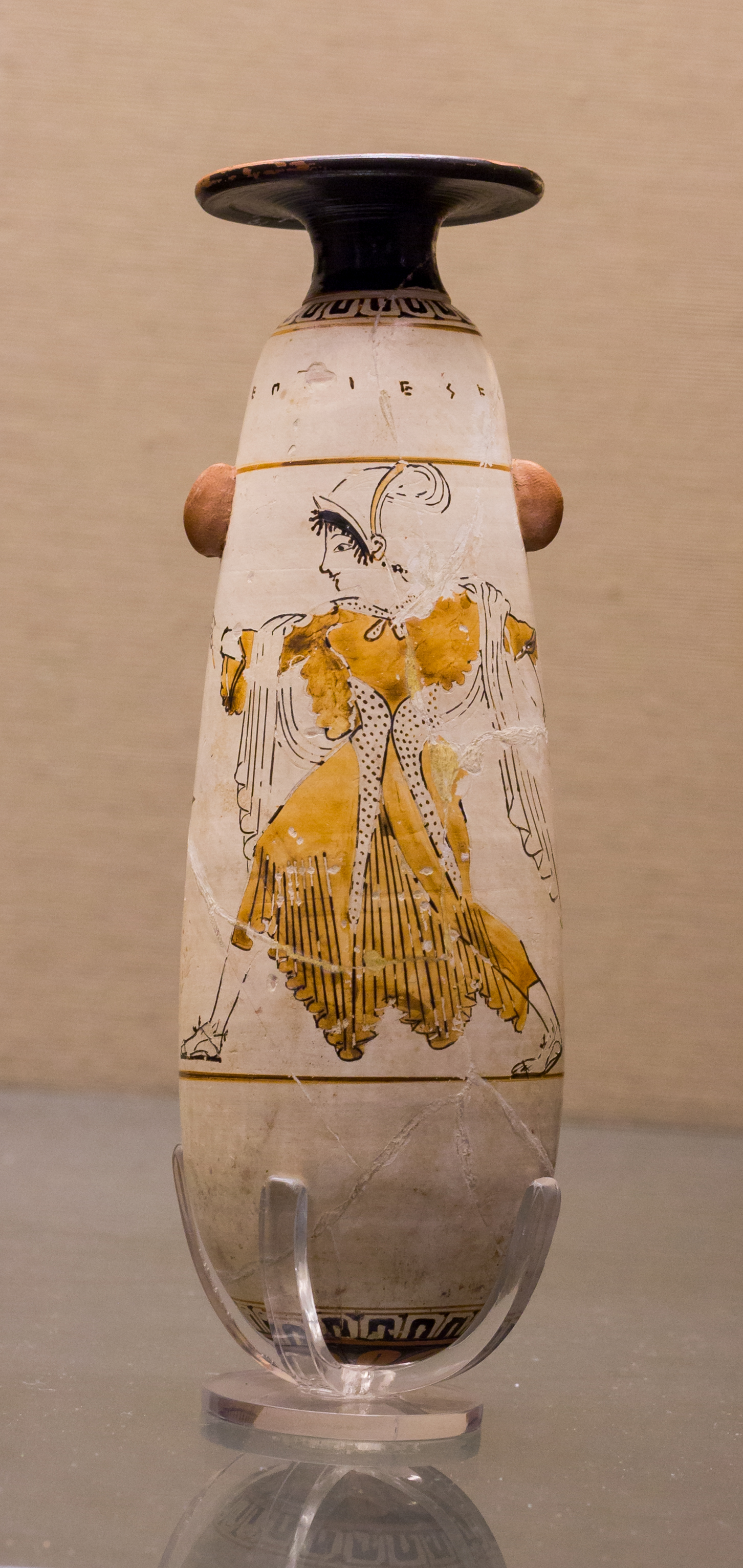
Eine von zwei laufenden Frauen (Mänaden?) neben einem Reiher, um 510 v. Chr., London, British Museum B 668

Der Pasiades-Maler, auch Maler der Pasiades-Alabastra, war ein griechischer Vasenmaler, der gegen Ende des 6. Jahrhunderts v. Chr. in Athen tätig war.
Der Pasiades-Maler verzierte zwei vom Töpfer und Vasenmaler Pasiades signierte Alabastra, zudem werden ihm vier weitere Alabastren zugeschrieben. Alle Stücke gehören laut John D. Beazley zur Gruppe der Paidikos-Alabastra. Reinhard Lullies zweifelt zumindest an der Zuweisung eines der Alabastren. Sein Name ist nicht überliefert, weshalb Hans Eberhard Angermeier, auf Grundlage von Vorarbeiten unter anderem von Beazley, seine künstlerische Handschrift innerhalb der Gruppe der Paidikos-Alabastra erkannt und definiert hat und ihn mit einem Notnamen, der sich auf die Pasiades-Signaturen bezieht, unterscheidbar gemacht hat. Der Pasiades-Maler erinnert in seinen weißgrundigen Arbeiten stark an den rotfigurigen Euergides-Maler, weshalb er zum Umkreis des Euergides-Malers gerechnet wird, ist aber qualitativ noch höher einzuschätzen.
Werke:
- signiert:

1. London, British Museum B 668, aus Marion (von Pasiades signiert)
2. Athen, Nationalmuseum 15002, aus Delphi (von Pasiades signiert)

- stilistische Zuschreibungen:

1. London, British Museum B 669 (von Lullies abgelehnt)
2. New York, Metropolitan Museum of Art 41.162.81
3. Boston, Museum of Fine Arts 00.358
4. Tübingen, Antikensammlung der Universität E48